# 札幌市交通局1100形電車
札幌市交通局1100形電車（さっぽろしこうつうきょく1100がたでんしゃ）は、札幌市交通局（札幌市電）の路面電車車両である。愛称は「シリウス」。
2018年（平成30年）10月27日より営業運転を開始した。2023年（令和5年）に1110号が導入され、運用数が10両となった。

## 導入の背景
札幌市では、運転開始後50年以上経過し老朽化した路面電車車両を置き換えるため、2024年度まで毎年1、2両ずつ、新型低床車両の導入を計画していた。しかし、2020年（令和2年）に開催される予定であった東京オリンピック・パラリンピックを前に、全国の鉄道会社などから車両メーカーへ注文が殺到した。そのため車両メーカーの生産が追いつかず、計画通りに車両を導入できなくなった。また、3車体連接車であるA1200形は構造の関係上、車両制作に時間がかかるという課題があった。
そのため計画を変更し、2018年（平成30年）からは構造がシンプルで作りやすい「単車タイプ」の車両として新型車両の導入を急ぐこととなり、本形式が製作された。札幌市交通局は2019年（平成31年）度から2028年（令和10年）度までに14両の低床車両導入を計画しており、現在までに当形式10両が導入されていたが、連接車の製造ラインに余裕ができた2024年（令和6年）より、残りの4編成の製造をA1210形に移行、1100形は10両で製造を完了した。

## 概要
本形式はアルナ車両によって製造された札幌市電の新造車である。同局が2013年（平成25年）・2014年（平成26年）に導入したA1200形ポラリスと同じ低床タイプの「リトルダンサー」シリーズで、運転操作は共通、内外の意匠もほぼ共通であるが、A1200形は中間車を台車のないフローティング構造とした3車体2台車形連接車の「タイプUa」で、当形式は単車体ボギー車の「タイプS」という相違がある。この方式は一般的なボギー車同様主電動機が台車に装架されており、また、曲線で台車が首を振るため、台車部分の床はステップ2段分高く、前後出入り台の間だけが低床となっている。
A1200形の車内と比較すると、連接構造で生ずる床の傾斜がなく、通路幅は約1.2 mと同市交通局の車両で最も広い。座席は全てロングシートで統一、A1200形では1箇所であった車椅子スペースを2箇所に増やすなど、細かな改良で様々な乗客に対応している。また、前照灯が4灯に増やされ（通常は内側の2灯のみ点灯）、その間の尾灯（LEDパネル）の幅が狭くなった。寸法は、全長13 m、全幅2.3 m。全高3.8 m、定員は60人（うち座席24人）である。
運転台の主幹制御器及びブレーキ制御器は、冬季の運転操作（ブレーキシューの凍結防止のためブレーキをわずかにかけながら走行する）への対応等のため、既存車両と同様な縦軸ツーハンドル式とし、A1200形で実績のある製品を採用している。
愛称は「シリウス」。2018年（平成30年）9月1日のイベントで、公募により決定された。シリウスはおおいぬ座の星で、太陽を除けば地球から見える最も明るい恒星であり、街中を颯爽と走る姿と、明るい都市＝札幌がイメージされている。ロゴマークはA1200形のものをベースに制作された。
2018年（平成30年）10月27日に1101号が営業運転を開始した。
2019年（平成31年）1102・1103号の2両が営業運転を開始し、同年11月1日からは貸切電車としての運行も始まった。
2020年（令和2年）1104・1105号の2両が営業運転を開始した。
2021年（令和3年）1106・1107号の2両が営業運転を開始した。
2022年（令和4年）1108・1109号の2両が営業運転を開始した。
2023年（令和5年）10月、1110号が営業運転を開始した。

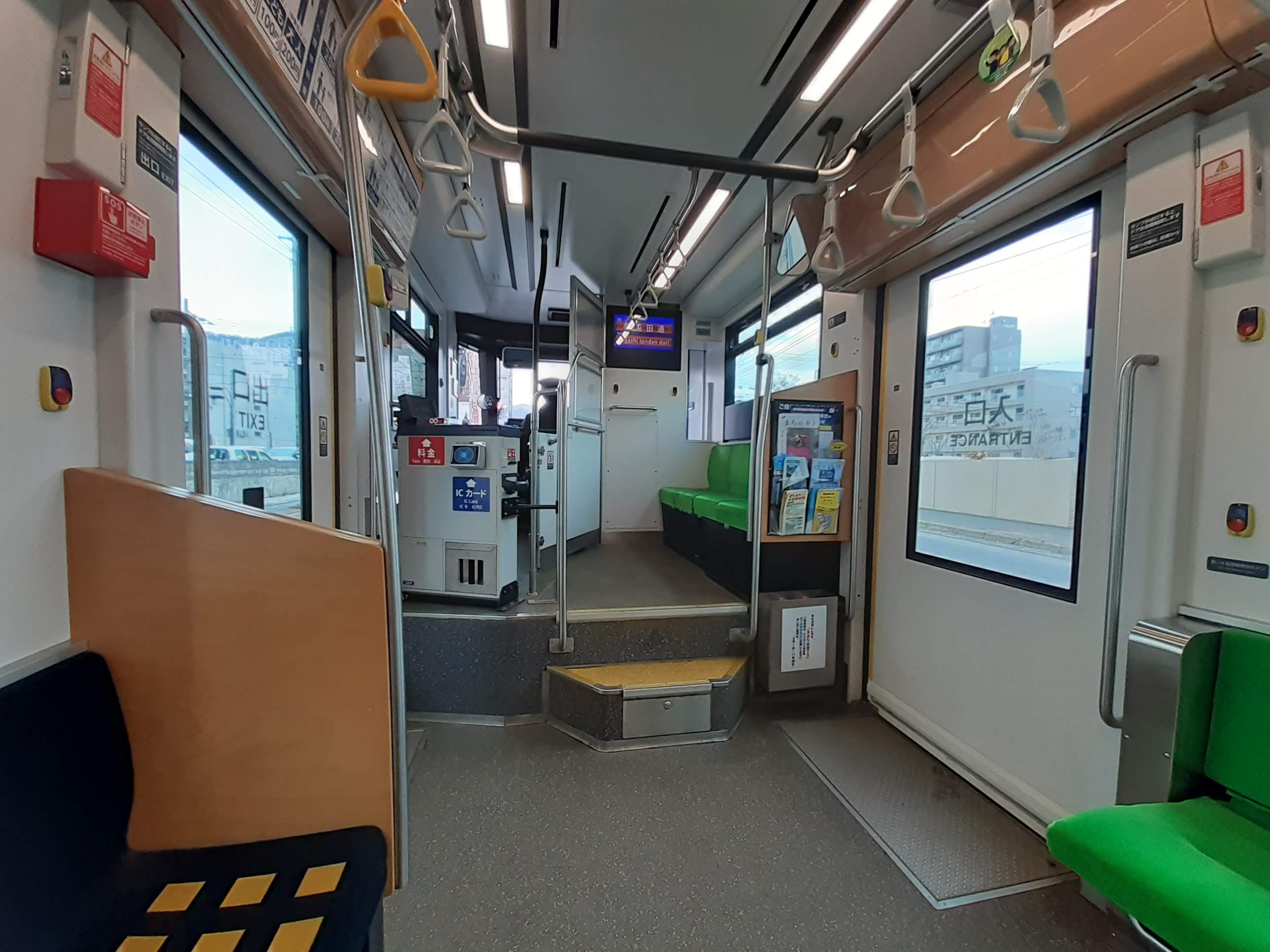
車内、台車部分の床はステップ2段分高い。
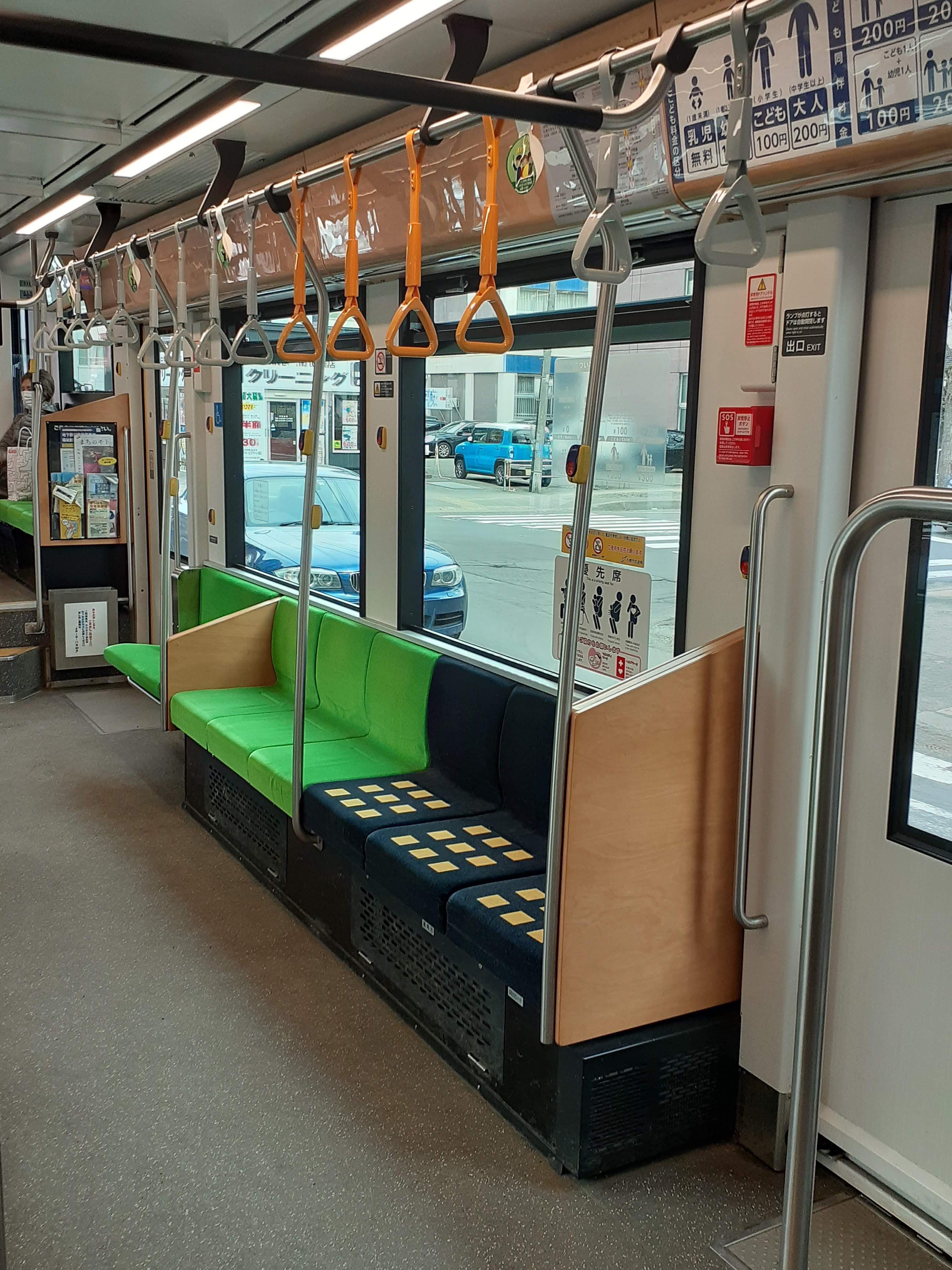
ロングシート。
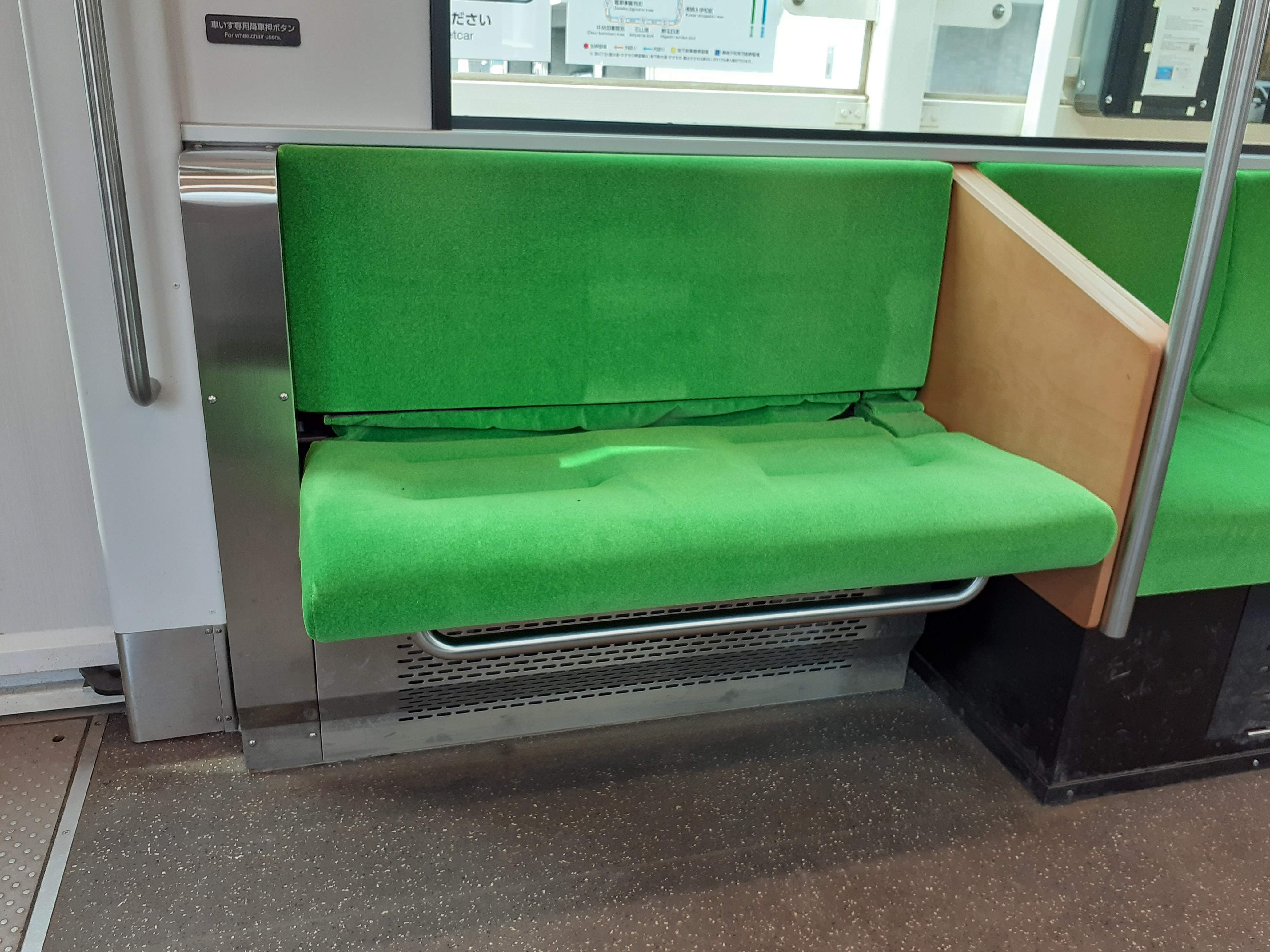
車椅子スペースに設置されている跳ね上げ式シート。
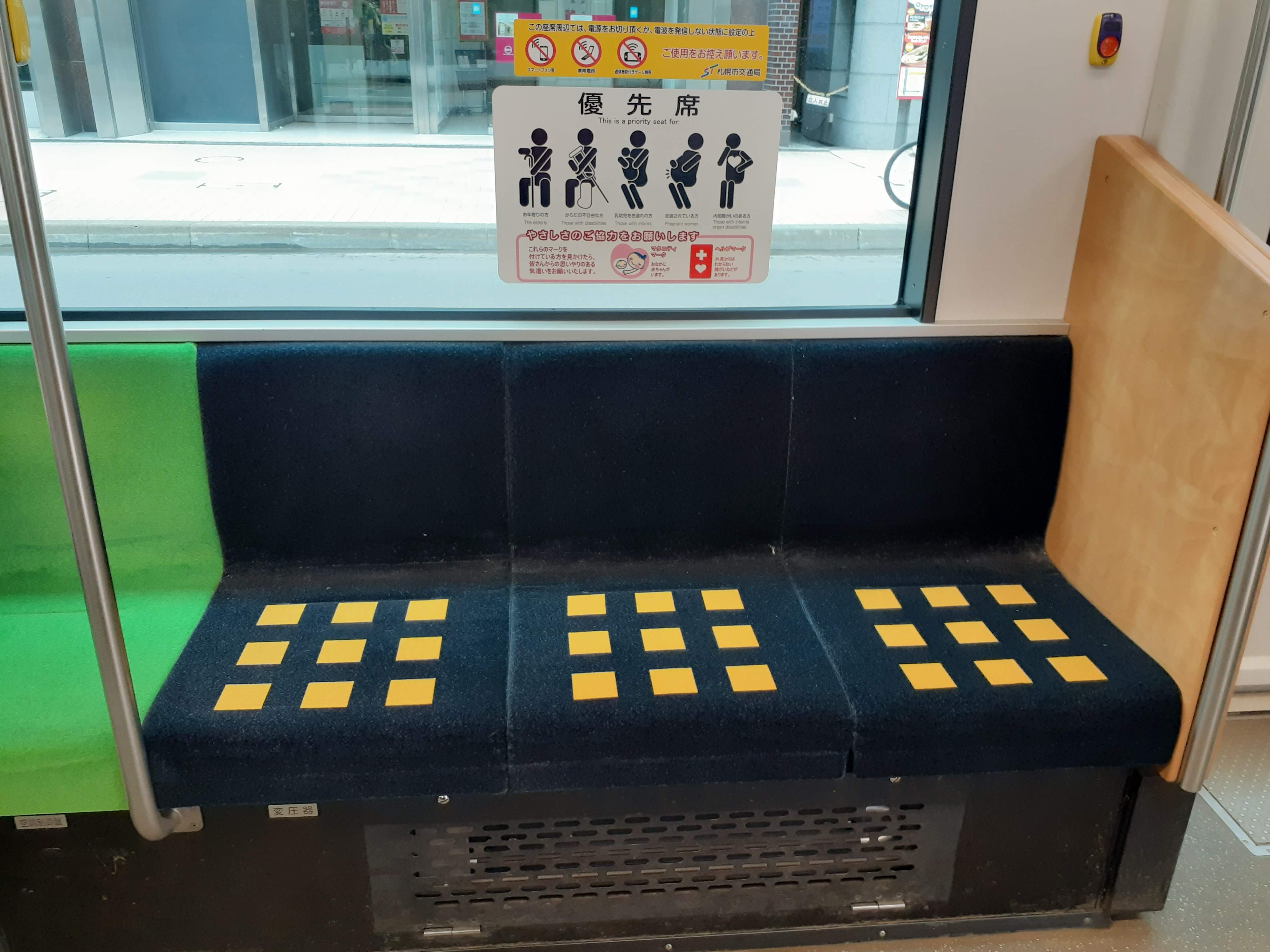
優先席。

## 広告車両
塗装はシンプルモダンの考えのもと、札幌の透明感のある気候風土や空気感を表現するホワイトを基調としたA1200形を踏襲している。車両デザインを最大限に生かすため、2023年（令和5年）までは企業のラッピング広告を実施してこなかった。
2021年（令和3年）6月29日から翌年3月までの間1103号が札幌市中央区と札幌市交通事業振興公社により、新型コロナウイルスに対応する医療従事者への感謝及び感染予防の啓発として、側面を青色にラッピングして運行した。

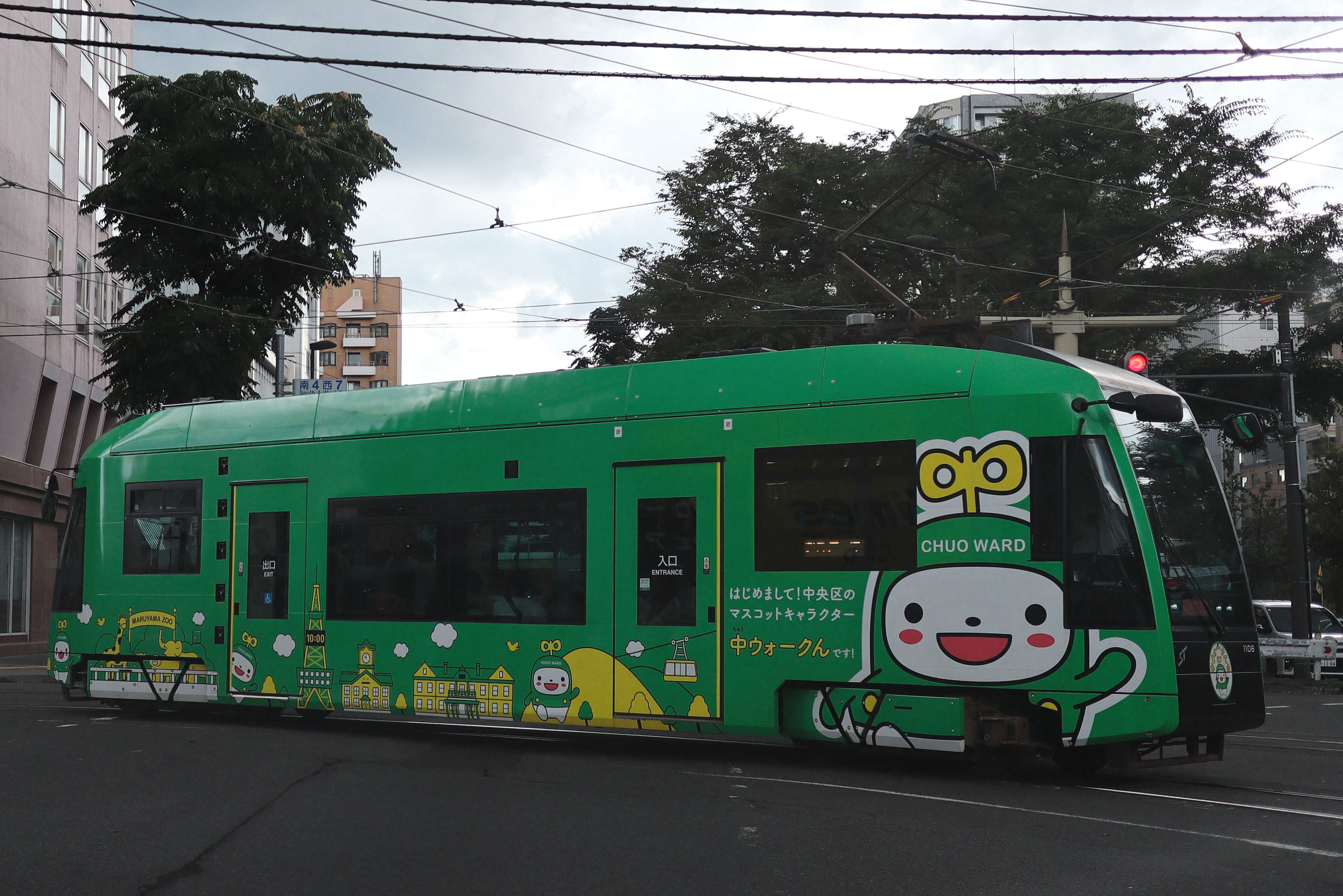
中ウォークん号

2022年（令和4年）12月14日から翌年9月19日までの間、1106号の側面に札幌市中央区のマスコットキャラクターがデザインされた「中ウォークん号」が運行した。従来の市電カラーでもある緑色を側面全体に装った。
2023年（令和5年）2月、1100形をデザイン性に配慮した広告商品として活用する方法を探るため、試行的に車両側面のラッピング広告を行うこととし、デザインを公募した。最も1100形に相応しいとされた都市型水族館「AOAO SAPPORO」のデザインが採用され、2023年（令和6年）6月26日から運行を開始した。
2025年（令和7年）5月から、1105号がビッグのラッピング広告車両となっている

## 事故
2018年（平成30年）11月28日19時45分頃に中央区南21条西16丁目の札幌市交通局電車事業所（車両基地）構内で1101が入庫作業中、進行方向を変える手動分岐器の操作ミスにより、前後の台車が別々の線路に入る事故（泣き別れ）が発生。台車が通常の回転角を超えて床下配管や配線の一部が破損し、休車となった。復旧には3カ月かかる見通しであったが多少延期され、2019年3月4日より営業運転に復帰した。